# باش‌کوی (هوپا)
باش‌کوی (به لاتین: Başköy، به ارمنی: Խիգի) یک روستا در ترکیه است که در هوپا واقع شده‌است. باش‌کوی ۱۲۹ نفر جمعیت دارد.